# Puntius manalak
Puntius manalak е вид лъчеперка от семейство Шаранови (Cyprinidae). Видът е критично застрашен от изчезване.